# Péan
Pour les articles homonymes, voir Péan (homonymie) et Péon.
Chez les Grecs archaïques, Péan, Péon ou Pæôn (en grec ancien Παιάν / Paián, Παιήων / Paiếôn ou Παιών / Paiốn) est d'abord un dieu guérisseur associé à un chant. Le mot devient ensuite une épiclèse d'Apollon et d'Asclépios, avant de désigner un chant d'action de grâces en l'honneur du dieu.

## Dans les épopées homériques
Homère mentionne Péan dans le chant V de l’Iliade, en tant que guérisseur des dieux. Dioné, mère d'Aphrodite, raconte à cette dernière blessée par Diomède comment Péan soigna Hadès, blessé quant à lui par Héraclès :

« Péan sur lui répandit des poudres calmantes, et il put le guérir, parce qu'il n'était pas né mortel. »

— (400-401)
De même, Péan soigne Arès blessé par Diomède :

« Comme le suc de figuier fait, quand on l'agite, cailler le lait blanc et fluide, qui, vite, prend sous les yeux de celui qui le tourne, de même, vite, Péan guérit l'ardent Arès. »

— (899-904)
Déjà, au chant I, les Achéens sont contraints d'apaiser la colère d'Apollon en chantant un péan (ou en chantant Péan : le texte grec ne permet pas de décider) afin que le fléau qui ravage leur camp cesse. 
L'expression « fils de Péan » est ensuite employé pour désigner les médecins. Ainsi dans l’Odyssée (IV, 231-232), quand Hélène de Troie évoque l'Égypte : 

« Tous les hommes y sont, plus que partout ailleurs au monde,
D'habiles médecins, car ils ont du sang de Péan. »

Aussi constate-t-on que Péan cesse d'être associé spécifiquement au champ de bataille, comme c'est le cas dans l'Iliade et dans les premières occurrences du nom sur des tablettes en linéaire B de Cnossos (où il est associé à la fois à la guérison guerrière et au chant de victoire des hommes).
Le nom devient ensuite une épiclèse du dieu Apollon, dans son rôle de guérisseur.